# Samira Wiley
Samira Wiley (Washington D. C., 15 de abril de 1987) es una actriz y modelo estadounidense, conocida por su papel de Poussey en la serie de Netflix Orange Is the New Black y como Moira en The Handmaid's Tale. Recibió una nominación para los Primetime Emmy de 2017 como mejor actriz secundaria por The Handmaid's Tale.

## Primeros años
Wiley se crio en Washington D. C. Sus padres, Christine y Dennis Wiley, son pastores de la Alianza Unida Iglesia Baptista de Cristo. Los padres de Samira han sido referidos como "pilares de la comunidad religiosa LGBT", ya que la Iglesia Bautista Covenant fue la única iglesia bautista en Washington D. C. que realizó uniones de personas del mismo sexo en 2007. Tiene dos hermanos: Aiyana Kai Ma'at y Joshua Wiley. Wiley asistió a la Escuela de Duke Ellington de las Artes en Washington D. C., y la Juilliard School en Nueva York, donde se graduó en 2010. En Juilliard, recibió clases de teatro y trabajó principalmente en teatro al comienzo de su carrera.

## Carrera interpretativa
La primera interpretación destacable de Wiley fue en la comedia The Sitter (2011). Wiley interpretó a María en 2011 en la producción de teatro Love's Labour's Lost del Teatro Público del Festival de Shakespeare de Nueva York.
Cuando se comenzó a desarrollar la serie de televisión de Netflix Orange Is the New Black, un amigo de Wiley de la Juilliard School, Marco Ramírez, guionista de la serie, le informó de los cástines que se iban a celebrar. Tras descubrir que otra amiga de la Juilliard School, Danielle Brooks, había conseguido un papel en la serie, Wiley le pidió a Brooks que le ayudara a prepararse para el papel de Poussey Washington, la mejor amiga del personaje de Brooks en la serie. Wiley consiguió el papel y apareció en todos los capítulos de la primera temporada y la mayoría de la segunda. El argumento más oscuro y violento de la segunda temporada le permitió a su personaje evolucionar, hecho que, unido a su historia y a su aparición en pantalla, la convirtieron en uno de los personajes favoritos de los seguidores. Apareció de nuevo en la tercera temporada y en la cuarta, donde el argumento se centra bastante en su personaje. Lauren Morelli, su esposa, es guionista en la serie.
Mientras no se encontraba grabando capítulos de Orange Is the New Black, Wiley participó en Rob the Mob (2014), una película independiente sobre crimen dirigida por Raymond De Felitta. También apareció en un anuncio sobre el servicio monetario digital PayPal en 2014. En 2015, participó en el 21º capítulo de la decimosexta temporada de Law & Order: Special Victims Unit, "Perverted Justice", interpretando a una joven que desea retractarse de la acusación de violación de su padre cuando tenía seis años. En diciembre del mismo año, se hizo público que Wiley daría voz a Michonne en el videojuego The Walking Dead: Michonne. El juego fue producido por Telltale Games y se puso a la venta en febrero de 2016. Ese mismo año interpretó una obra de Quiara Alegría Hudes llamada Daphne's Dive. En 2017, narró una de las dos versiones del libro de Max Brooks The Island: A Novel. Wiley también apareció en la película 37 (2016), una historia basada en hechos reales en la que treinta y siete personas son testigos de un asesinato y ninguna llama a la policía.

### Modelo
Wiley ha aparecido en la revista Maniac Magazine, tanto en su portada como en una editorial de septiembre/octubre de 2014. Sus fotografías la mostraban con "una serie de looks chic y a la moda". Wiley también apareció en la portada de la revista Out en 2014, junto a Sam Smith, Ellen Page y Zachary Quinto.

## Premios
En 2014, Wiley fue nombrada por la revista Out Ingenue del Año. En febrero de 2015, fue galardonada con el Premio a la Visibilidad de la Human Rights Campaign; según el sitio web de la ONG, Wiley siempre fue aceptada y querida por sus padres, sin importarles su orientación sexual, y ella defiende que eso fue lo que la llevó al éxito.
En 2017, Wiley recibió una nominación a los Premios Emmy a la mejor actriz de reparto - Serie dramática por su papel en la serie de Hulu The Handmaid's Tale.

## Vida privada
El 4 de octubre de 2016, Wiley anunció su compromiso con una de las guionistas de la serie Orange Is the New Black, Lauren Morelli. Se casaron el 25 de marzo de 2017. Morelli dio a luz a su primera hija, George Elizabeth, el 11 de abril de 2021.
En noviembre de 2017, Wiley fue nominada a los "OUT100" de la revista Out en reconocimiento a su trabajo y su visibilidad.

## Filmografía

### Películas
| Año  | Título            | Papel             |
| ---- | ----------------- | ----------------- |
| 2011 | The Sitter        | Tina              |
| 2012 | Being Flynn       | Asha              |
| 2014 | Rob the Mob       | Agente Annie Bell |
| 2016 | Nerve             | Hacker Kween      |
| 2016 | 37                | Joyce Smith       |
| 2017 | Detroit           | Vanessa           |
| 2018 | Amor y disfunción | Lana              |

### Televisión
| Año           | Título                                  | Papel              |
| ------------- | --------------------------------------- | ------------------ |
| 2011          | Unforgettable                           | Gina               |
| 2012          | Person of Interest                      | Enfermera          |
| 2013–17       | Orange Is the New Black                 | Poussey Washington |
| 2015          | Law & Order: Special Victims Unit       | Michelle           |
| 2016          | The Catch                               | Capitán Nia Brooks |
| 2016          | You're the Worst                        | Justina Jordan     |
| 2017          | Last Week Tonight With John Oliver      | Médica forense     |
| 2017–presente | The Handmaid's Tale                     | Moira              |
| 2017–presente | Ryan Hansen Solves Crimes on Television | Jessica Mathers    |
| 2019          | Will & Grace                            | Nikki              |
| 2019          | Love, Death & Robots                    | Lieutenant Colby   |

### Videojuegos
| Año  | Título                     | Papel    |
| ---- | -------------------------- | -------- |
| 2016 | The Walking Dead: Michonne | Michonne |